# Thermopolis
Thermopolis – miasto w Stanach Zjednoczonych, w stanie Wyoming, siedziba administracyjna hrabstwa Hot Springs.